# Coracias
Coracias är ett av två fågelsläkten i familjen blåkråkor inom ordningen praktfåglar. Släktet omfattar nio arter som förekommer från Europa till Sulawesi och Sydafrika:
- Gräddhuvad blåkråka (C. cyanogaster)
- Vimpelblåkråka (C. spatulatus)
- Fläckblåkråka (C. naevius)
- Indisk blåkråka (C. benghalensis)
- Sulawesiblåkråka (C. temminckii)
- Indokinesisk blåkråka (C. affinis) – behandlas tidigare som underart till indisk blåkråka
- Lilabröstad blåkråka (C. caudatus)
- Savannblåkråka (C. abyssinicus)
- Blåkråka (C. garrulus)